# 紹太寺
紹太寺（しょうたいじ）は、神奈川県小田原市にある黄檗宗の寺院。山号は長興山。

## 歴史
この寺は、小田原城主稲葉正則の開基、黄檗宗の僧鉄牛道機の開山により小田原宿に創建された寺で、1669年（寛文9年）現在地に移された。かつては大伽藍を誇ったが、幕末の安政年間（1854年 - 1860年）に焼失した。

## 文化財
- 小田原市指定文化財
  - 絹本著色鉄牛和尚の画像
  - 鉄牛和尚の血書
  - 長興山紹太寺の境内絵図
  - 長興山開発供養塔
  - 稲葉一族の墓所と鉄牛和尚の寿塔
- 小田原市指定天然記念物
  - 長興山の枝垂桜
  - 長興山鉄牛和尚寿塔付近の樹叢

## ギャラリー

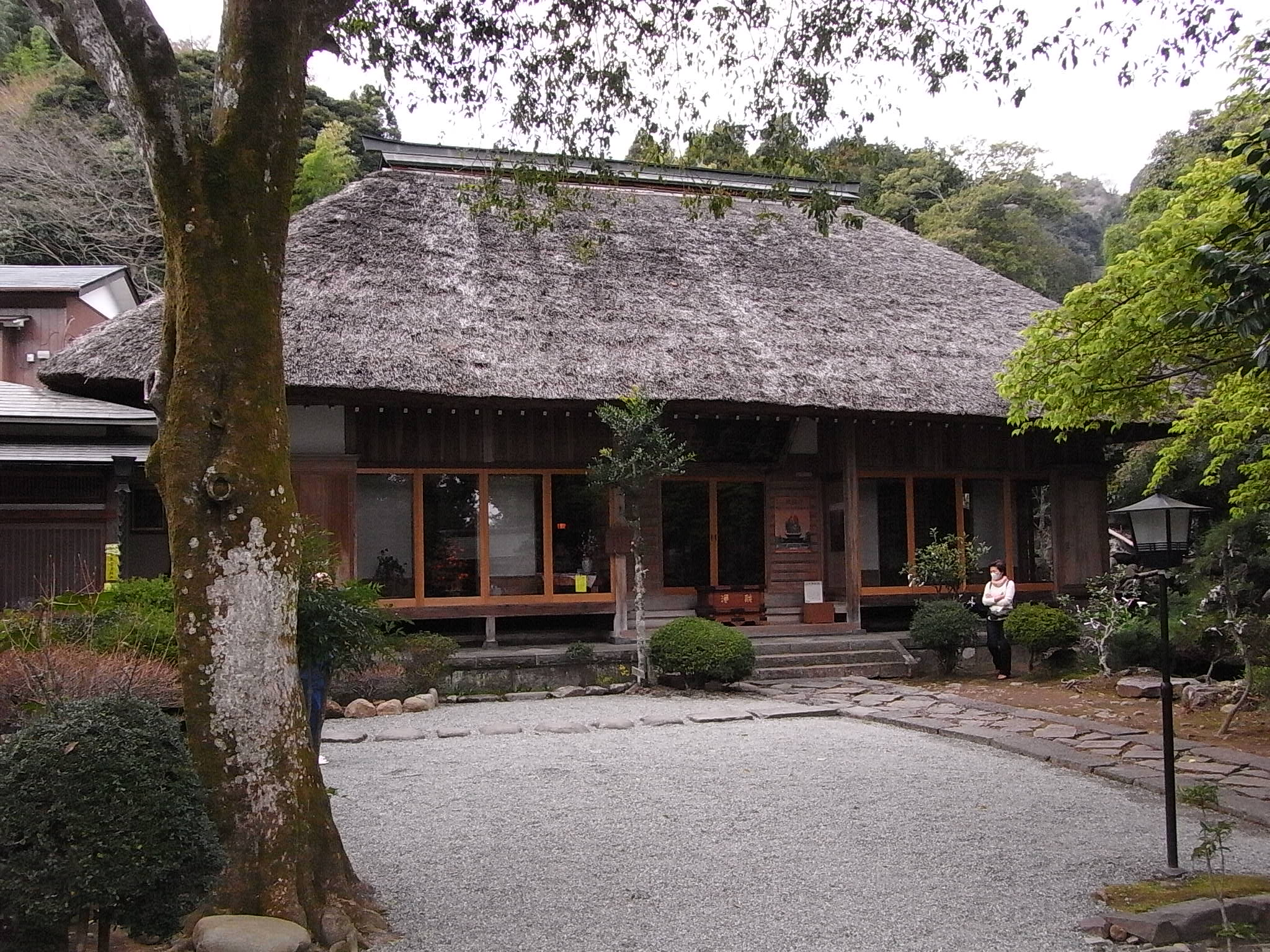
紹太寺本堂（2009年4月4日撮影）
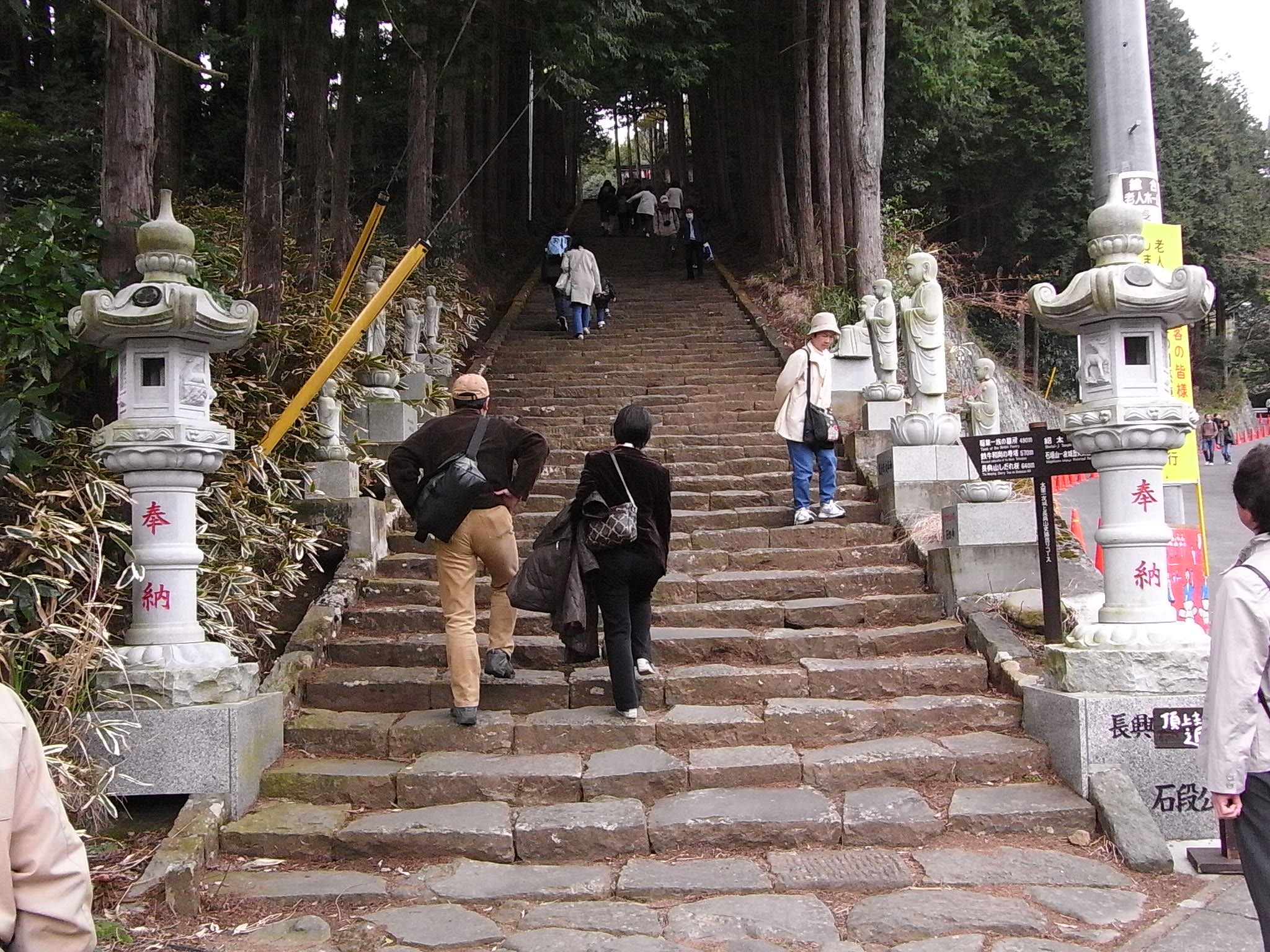
母の里石段公苑（2009年4月4日撮影）
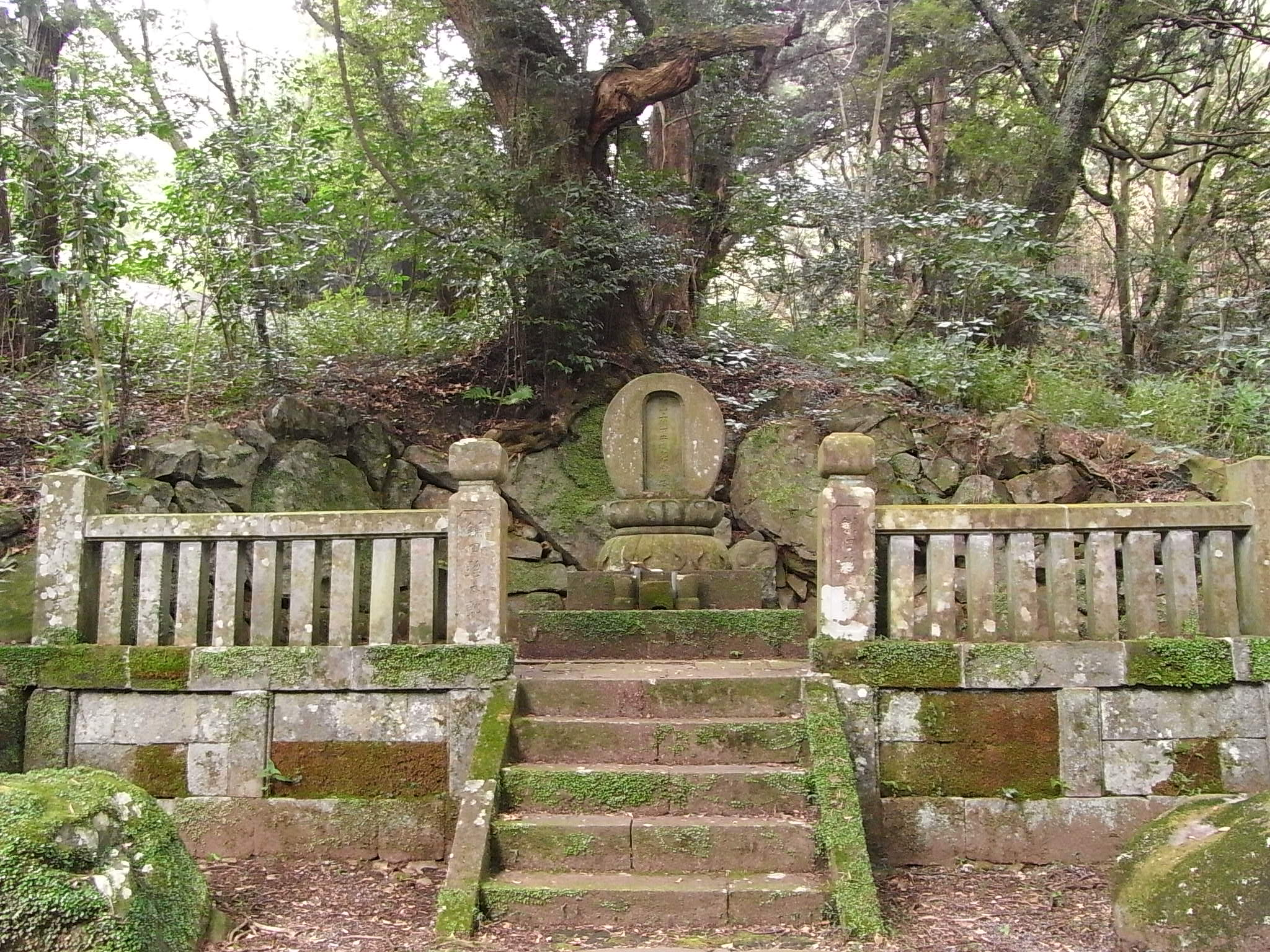
鉄牛和尚の寿塔（2009年4月4日撮影）
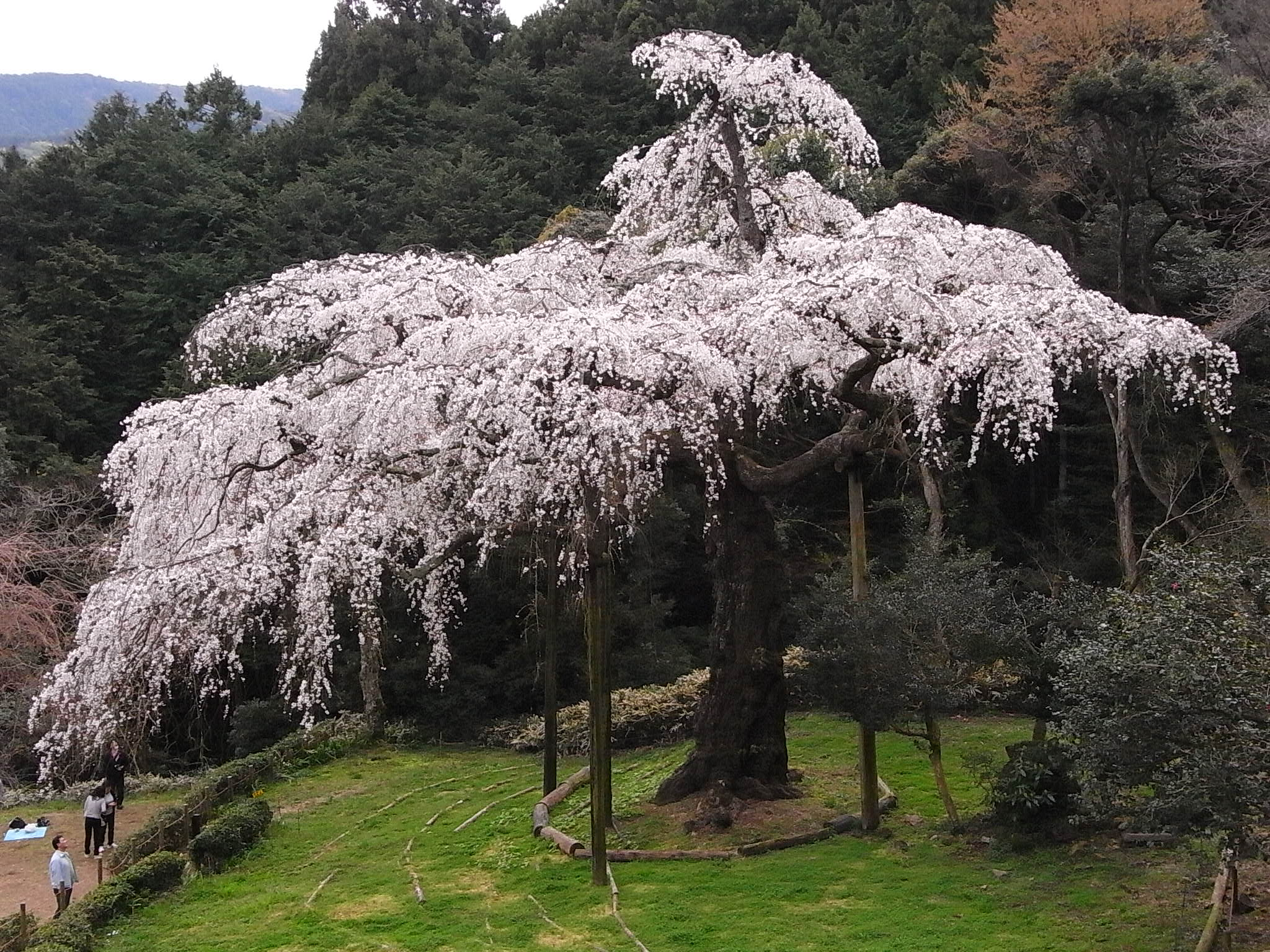
真横から見た長興山の枝垂桜（2009年4月4日撮影）
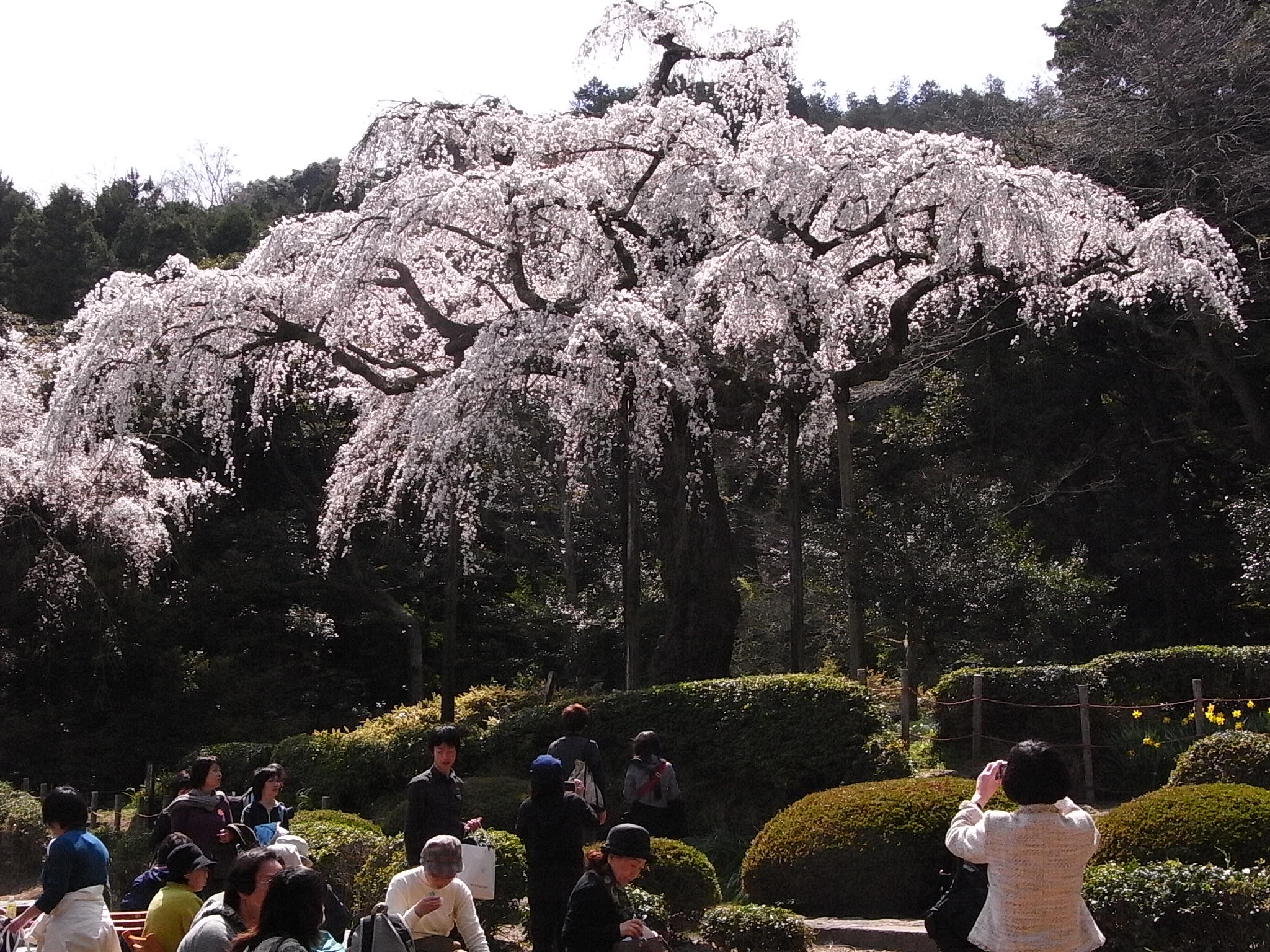
下から見上げた長興山の枝垂桜（2009年4月4日撮影）